# Wikipedija na francuskom jeziku
Francuska Wikipedija je inačica Wikipedije na francuskom. Započeta je u ožujku 2001. i najveća je Wikipedija poslije engleske, cebuano i njemačke.
Sada ima 2 673 890 članaka, 18 757 aktivnih suradnika,  142 administratora i ukupno 223 830 321 uređivanje.

## Vanjske poveznice
- Francuska Wikipedija